# 優先株式
優先株式（ゆうせんかぶしき）とは、利益もしくは利息の配当または残余財産の分配およびそれらの両方を、他の種類の株式よりも優先的に受け取ることができる地位が与えられた株式である（会社法108条1項1・2号）。優先株式は、普通株式よりも低リスクで社債よりも高リスクであり、そのようなメザニン・ファイナンスを好む投資家向けに発行されることとなる。これに対して、上記の場合に劣後的取扱いを受ける株式を劣後株式（後配株式）といい、標準となる通常の株式を普通株式という。

## 詳細と現状
利益配当に関して優先した取扱いを受ける株式は配当優先株式といい、優先株式の一種である。配当優先株式は、株式会社が優先配当を行ってなお分配すべき配当金が残存する場合に普通株式とともに配当を受けることができる参加的優先株式と、それができない非参加的優先株式がある。また、配当金の不足により優先配当を受けられなかった年度の不足分について次年度以降に優先的に配当がされるものを累積的優先株式といい、されないものを非累積的優先株式という。これらの組み合わせにより、さまざまな優先株式の設計が可能となる。

### 取り扱い
優先株式は各種の優先的取扱いをすると同時に他の種類の株式への転換を認めたり、株主総会における議決権に制限を加えることができる。例えば、利益配当を優先しつつ議決権を制限した株式は、株式会社の支配関係（株主比率）に変動を及ぼすことなく新株発行による資金調達を行うことができるので、社債（劣後債）の代替物として利用される。これは支配関係が変動しない以上、もはや本来の意味でのエクイティ・ファイナンスではない。非参加的優先株式で議決権を完全に排除したものは、社債にさらに類似する。IFRS（国際財務報告基準）では優先株に基づく発行会社の義務の内容が固定的なものである場合には、純資産でなく負債として計上されることとなる。

### 優先株式の保有者
また、大企業及び都市銀行が発行し、同じく大企業および都市銀行、ならびに政府（あるいは整理回収機構）が保有している場合が多い。優先株式の発行が自己資本比率を高めたり公的資金の注入を受けたりする目的で行われるためである。このように再生目的で優先株が活用される場合には、一定期間の再生期間を経て、普通株式に転換する設計が一般的である。したがって、転換可能時期到来に伴い、普通株式の株価への影響を考慮に入れる必要がある。普通株式への影響を避けるため買戻権を付与されている株式も存在する。
金融機関の優先株式の場合、普通株式への転換がなされる場合、何らかの経営責任を問われるというケースが多い。

## 関連文献
- 新株予約権・種類株式の実務（第一法規）ISBN 978-4474022812